# 石硤尾及南昌東
石硤尾及南昌東（英語：Shek Kip Mei & Nam Cheong East，取消前代號F04）是香港深水埗區議會使用過的選區，2007年設立，2015年分拆，最後一任區議員為民協成員秦寶山。

## 範圍
取消時選區範圍為石硤尾邨及大埔道、石硤尾街、長沙灣道所包括的樓宇為主，與其相鄰的選區有下白田、南山、大坑東及大坑西、南昌中和南昌南，投票站設於石硤尾社區會堂。

## 沿革
石硤尾及南昌東選區由石硤尾選區及南昌東選區於2007年合併而成。由於西九龍填海區（俗稱西九四小龍）及歌和老街近筆架山地區人口增加，原南昌五區、九龍仔（大坑東及大坑西）、白田及石硤尾區需要重劃以騰出議席予有關範圍。第一代石硤尾選區取消（與南昌東選區合併成為本選區）、南昌五區界線有所更動。本區夾雜石硤尾邨及大埔道一帶私人住宅，而人口亦接近上限。
2007年區議會選舉，代表民協的時任深水埗區議會主席兼石硤尾區議員譚國僑參選本區爭取連任，而當時有深水埗社區服務連線的潘在敏於本區出選，挑戰於該區服務多年的譚，最終譚取得1,908票比潘的695票成功連任。
2011年區議會選舉，民協譚國僑由於接替同黨南山、大坑東及大坑西區議員黃桂雲而轉區，未有於本區連任，民協改派出秘書長兼2004-2007年油尖旺區議會大角咀區議員秦寶山出選。同時委任區議員羅錦有因六六原則未能再於2012年得到委任，亦於本區參選。人民力量以「票債票償」名義派出曾廷軒參選，狙擊民協2010年支持政改政府方案，放棄爭取2012雙普選的決定。結果秦寶山以1,729票，超過梁氏782票及曾氏463票，為民協保留本區的議席。
2012年起石硤尾邨重建工程陸續完成，人口大量增加，其後2014年選舉管理委員會將石硤尾及南昌東分拆還原石硤尾選區及南昌東兩個選區，2015年區議會選舉秦寶山選擇於石硤尾選區參選，而民協亦在南昌東派人參選。

## 歷屆選舉結果
| 政党   | 政党       | 候选人    | 票数  | %     | ±      |
| ------ | ---------- | --------- | ----- | ----- | ------ |
|        | 人民力量   | 1. 曾廷軒 | 463   | 15.57 | 不適用 |
|        | 民協       | 2. 秦寶山 | 1,729 | 58.14 | 不適用 |
|        | 西九新動力 | 3. 羅錦有 | 782   | 26.29 | 不適用 |
| 多数票 | 多数票     | 多数票    | 947   | 31.84 | 不適用 |

| 政党   | 政党         | 候选人    | 票数  | %     | ±      |
| ------ | ------------ | --------- | ----- | ----- | ------ |
|        | 九龍社團聯會 | 1. 潘在敏 | 695   | 26.70 | 不適用 |
|        | 民協         | 2. 譚國僑 | 1,908 | 73.30 | 不適用 |
| 多数票 | 多数票       | 多数票    | 1,213 | 46.60 | 不適用 |

## 歷屆議員
| 屆別           | 議員   | 政治聯繫 | 政治聯繫 |
| -------------- | ------ | -------- | -------- |
| 2008年－2011年 | 譚國僑 |          | 民 民協  |
| 2012年－2015年 | 秦寶山 |          | 民 民協  |